# 오미 도시야
오미 도시야(일본어: 尾身 俊哉, 1995년 10월 10일~)는 일본의 축구 선수이다.

## 구단 경력
그는 2018년 J3리그의 YSCC 요코하마에 입단했다. 2021년까지 8경기에 출전, 2021년후 현역 은퇴.